# Capital City 250 1969
Capital City 250 1969 var ett stockcarlopp ingående i Nascar Grand National Series (nuvarande Nascar Cup Series) som kördes 7 september 1969 på den 0.542 mile (872.264 meter) långa ovalbanan Richmond Fairgrounds Raceway i Richmond i Virginia. Totalt avverkades 250,404 miles (402,986 km) fördelat på 462 varv. Banunderlaget var asfalt. Loppet vanns av Bobby Allison i en Dodge på tiden 3:16.32 körande för Mario Rossi. Allisons snitthastighet var 76,388 mph. Han var vid målgång ensam förare på ledarvarvet, tre varv före tvåan Sonny Hutchins. Prispotten uppgick till 21 480 dollar, varav 5 000 dollar gick till segraren.

## Resultat
| Plc     | Nr | Förare           | Team/ bilägare              | Konstruktör | Start | Varv | Ledda varv |
| ------- | -- | ---------------- | --------------------------- | ----------- | ----- | ---- | ---------- |
| 1       | 22 | Bobby Allison    | Mario Rossi                 | Dodge       | 25    | 462  | 298        |
| 2       | 90 | Sonny Hutchins   | Donlavey Racing             | Ford        | 8     | 459  | 0          |
| 3       | 71 | Bobby Isaac      | K&K Insurance Racing        | Dodge       | 3     | 456  | 0          |
| 4       | 17 | David Pearson    | Holman Moody                | Ford        | 2     | 455  | 0          |
| 5       | 4  | John Sears       | DeWitt Racing               | Ford        | 6     | 454  | 0          |
| 6       | 48 | James Hylton     | Hylton Engineering          | Dodge       | 5     | 448  | 0          |
| 7       | 47 | Cecil Gordon     | Seifert Racing              | Ford        | 13    | 431  | 0          |
| 8       | 34 | Wendell Scott    | Scott Racing                | Ford        | 15    | 430  | 0          |
| 9       | 8  | Ed Negre         | GC Spencer Racing           | Plymouth    | 11    | 428  | 0          |
| 10      | 98 | LeeRoy Yarbrough | Junior Johnson & Associates | Ford        | 4     | 419  | 0          |
| 11      | 76 | Ben Arnold       | Don Culpepper               | Ford        | 14    | 418  | 0          |
| 12      | 31 | Buddy Young      | Fred Bear                   | Chevrolet   | 12    | 418  | 0          |
| 13      | 9  | Roy Tyner        | Roy Tyner                   | Pontiac     | 23    | 411  | 0          |
| 14      | 25 | Jabe Thomas      | Robertson Racing            | Plymouth    | 21    | 409  | 0          |
| 15      | 08 | E.J. Trivette    | E.C. Reid                   | Chevrolet   | 17    | 397  | 0          |
| 16      | 06 | Neil Castles     | Neil Castles                | Dodge       | 7     | 326  | 0          |
| 17      | 26 | Earl Brooks      | Brooks Racing               | Ford        | 19    | 322  | 0          |
| 18      | 10 | Bill Champion    | Champion Racing             | Ford        | 18    | 283  | 0          |
| 19      | 43 | Richard Petty    | Petty Enterprises           | Ford        | 1     | 171  | 164        |
| 20      | 57 | Bobby Mausgrover | Ervin Pruitt                | Dodge       | 22    | 159  | 0          |
| 21      | 64 | Elmo Langley     | Langley-Woodfield Racing    | Ford        | 9     | 90   | 0          |
| 22      | 45 | Bill Seifert     | Seifert Racing              | Ford        | 16    | 58   | 0          |
| 23      | 54 | Bill Dennis      | Bill Dennis                 | Chevrolet   | 10    | 54   | 0          |
| 24      | 32 | Dick Brooks      | Brooks Racing               | Plymouth    | 20    | 44   | 0          |
| 25      | 70 | J.D. McDuffie    | McDuffie Racing             | Buick       | 24    | 22   | 0          |
| Källor: |    |                  |                             |             |       |      |            |